# Sam Winans
Samuel „Sam“ George Winans (* 1952) ist ein US-amerikanischer Spielfilm-/Fernsehkomponist.
Seine Musik findet sich in Fernsehserien/Sitcoms wie Lizzie McGuire, Goofy & Max und Kids Incorporated, dem Zeichentrickfilm Pound Puppies and the Legend of Big Paw (1988) oder der Science-Fiction-Serie Afterworld.

## Leben
Sam Winans besuchte das Pasadena City College in Pasadena. Kalifornien. Er begann seine musikalische Laufbahn als Gitarrist in verschiedenen Rockbands und wandte sich dann auch anderen Musikgenres zu, insbesondere dem Jazz. Bei der Suche nach einem guten Lehrer fiel seine Wahl auf Spud Murphy, bei dem er acht Jahre lang studierte und der Winans schließlich auch selbst unterrichten ließ. Winans besuchte dann weitere Collegekurse und bildete sich in Aufnahmestudios fort. 1983 eröffnete er in Santa Monica ein Tonstudio namens Tempo Recording Inc. Danach widmete er sich auch dem Schreiben von Musik für Film und Fernsehen und zog 1988 mit seinem Tonstudio direkt nach Hollywood. Von 1993 bis 1998 unterhielt er in West Virginia die Winans Holding Co. und war dort Vizepräsident. Seit 2012 betreibt er auch ein Tonstudio seiner Tempo Recording Inc. in Harrison, Idaho.
Er ist verheiratet mit Elizabeth J. Winans, geborene Schuster.